# Video Studio Gdańsk
Video Studio Gdańsk – niezależny producent filmowy z siedzibą w Gdańsku, którego korzenie sięgają roku 1981.
Twórcą i pomysłodawcą powstania niezależnego producenta filmowego Agencji Telewizyjnej Solidarność był Marian Terlecki podczas II tury Zjazdu Solidarności w 1981. Pierwszy sprzęt został sfinansowany ze środków Międzynarodowej Konfederacji Wolnych Związków Zawodowych. Debiutem był film pt. „Kandydat” poświęcony wyborowi Lecha Wałęsy na przewodniczącego „Solidarności”.
Stan wojenny wstrzymał działalność filmową, która została wznowiona w 1983. Powstał wówczas przy udziale pallotynów, Duszpasterski Ośrodek Dokumentacji i Rozpowszechniania VIDEO, którego celem było dostarczanie magnetowidów do plebanii kościołów archidiecezji gdańskiej. Urządzenia miały posłużyć do emisji filmów religijnych oraz własnej produkcji filmowej. Pierwszym samodzielnym dziełem był spektakl Teatru Ósmego Dnia pt. „Wzlot”, drugim film dokumentalny „Ksiądz Jerzy” nagrodzony w 1988 Grand Prix na Międzynarodowym Festiwalu Reportaży Telewizyjnych „SCOOP” w Angers we Francji.
W 1987 po wyjściu z więzienia Mariana Terleckiego powstał Dział Dokumentacji Diecezjalnej i Pomocy Duszpasterskiej Video, by niedługo potem zrealizować reportaż z pielgrzymki papieża Jana Pawła II pt. „O nas i za nas” oraz film dokumentalny o Stefanie Kisielewskim pt. „Kisiel”.
Wytwórnia filmowa w 1989 zaczęła używać nazwy Video Studio Gdańsk. Pod koniec 1989 Marian Terlecki został redaktorem naczelnym Telewizji Gdańsk i zaproponował swoim współpracownikom przejście do TV Gdańsk. Marek Łochwicki oraz Waldemar Płocharski postanowili dalej prowadzić Video Studio Gdańsk.
VSG zaczyna tworzyć Gdański Magazyn Katolicki, następnie Etos. Współpracuje ze wszystkimi ogólnokrajowymi nadawcami telewizyjnymi. Dla TVN realizowany był na żywo program informacyjny Fakty Północ.
Video Studio Gdańsk zrealizowało ponad 1500 programów audiowizualnych, reportaży, programów informacyjnych, satyrycznych, talk-show oraz filmów artystycznych, religijnych, społeczno-edukacyjnych, promocyjnych i reklamowych, a ponadto spektakle teatru TV, telewizyjne widowiska muzyczne. Posiada bogate zbiory dokumentujące lata 80.
Wiele produkcji zdobyło nagrody i wyróżnienia, były to: „Świat Bałtyku”, „Dwa bieguny w jednym roku”, „Dlaczego? Wyprawa na Mt. Vinson”, „Jujka według Tyma”, „W drodze do Kongu Shan”, „Święta Matka Kinga”, „Ksiądz Jerzy”, „... i wjechał czołg”, „Sołowski - Ziemia Obiecana, Ziemia Przeklęta”.
W 2011 Video Studio Gdańsk zostało uhonorowane Medalem Księcia Mściwoja II, za wieloletnią wybitną działalność w dziedzinie produkcji filmów i materiałów multimedialnych promujących Gdańsk i region gdański.
Osiem osób związanych ze studio otrzymało 28 września 2018 medale „Zasłużony Kulturze Gloria Artis”: Złotym Medalem uhonorowano Marka Łochwickiego, Srebrnym - Waldemara Płocharskiego i Wojciecha Ostrowskiego, natomiast Brązowym - Jacka Borzycha, Ewę Górską, Grzegorza Karbowskiego, Andrzeja Mańkowskiego, Annę Marię Mydlarską oraz Mieczysława Vogta. W 2021 brązowym Medalem „Zasłużony Kulturze Gloria Artis” uhonorowano samo studio.